# Romeinse villa Valkenburg-Heihof
De Romeinse villa Valkenburg-Heihof, ook wel Valkenburg-Heyerveldweg of Hulsberg-Heihof genoemd, is een terrein met de resten van een Romeinse villa in de gemeente Valkenburg aan de Geul in de Nederlandse provincie Limburg. De villa was van het type villa rustica en behoort tot de tientallen Romeinse villacomplexen die op de Zuid-Limburgse lössgronden (deels) zijn opgegraven.

## Ligging
De restanten van de villa bevinden zich in een licht glooiend terrein dat lokaal bekend is als Heihof of Heyerveld, gelegen aan de Heihofweg, ten noorden van het stadje Valkenburg en ten zuiden van het dorp Arensgenhout. Aan de noordzijde van het terrein ligt de A79.
De villa lag op een lössplateau op een hoogte van 135 meter boven NAP. Ten zuiden van de villa, op slechts enkele honderden meters afstand, liep destijds de Via Belgica, de belangrijke heirweg van Tongeren (Atuatuca Tungrorum) via Maastricht (Mosa Trajectum) en Heerlen (Coriovallum) naar Keulen (Colonia Claudia Ara Agrippinensium). Zo'n 1200, respectievelijk 2000 meter westelijk lagen de Romeinse villa's Valkenburg-Bosstraat en Valkenburg-Vogelenzang en zo'n 1500 meter noordwestelijk lag de Romeinse villa Groot Haasdal-Billich. 

## Geschiedenis

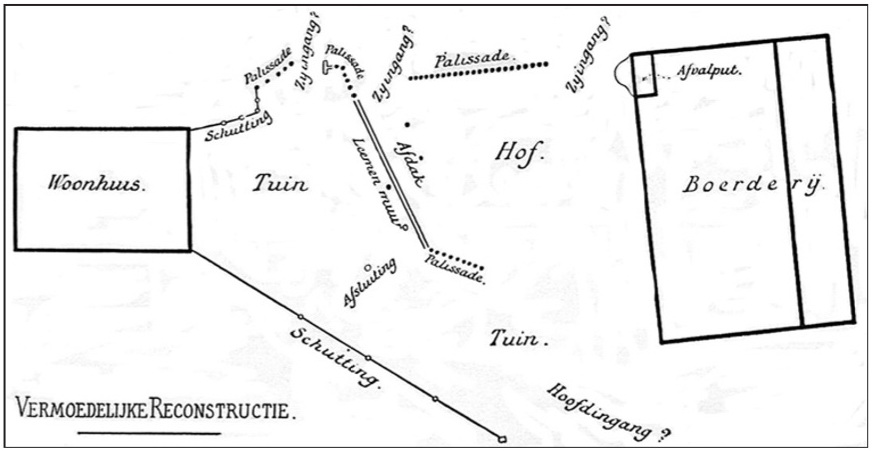
De opgraving van Holwerda en Goossens, gepubliceerd in 1907

In 1906 vond in het gebied Heyerveld een archeologische opgraving plaats onder leiding van prof. dr. Jan Hendrik Holwerda van het Rijksmuseum van Oudheden in Leiden, in samenwerking met de Limburgse priester-archivaris-historicus en archeoloog dr. J.W.H. Goossens. De opgraving bracht de fundamenten van twee gebouwen uit de Romeinse tijd aan het licht, die van elkaar gescheiden waren door een muur en schutting. Holwerda vermoedde dat het grotere gebouw het boerderijgedeelte was en het kleinere de woning van de villa-eigenaar. Op het erf werden restanten van greppels en palissaden gevonden. 
In 1985 kreeg het terrein van ongeveer 2 hectare wettelijke bescherming als rijksmonument.
Tussen 2000 en 2005 werden 14 als rijksmonument beschermde villacomplexen in Limburg opnieuw bestudeerd in het kader van het project Actualisering Monumenten Register (AMR), om te zien of de wettelijke bescherming terecht was en of deze voldoende was. Op het terrein van de Romeinse villa Heihof werden in 2004 proefsleuven gegraven om de opgraving van 1906 opnieuw te lokaliseren. Dit lukte niet, maar wel werden drie nieuwe gebouwen in kaart gebracht. Aangezien de plattegronden daarvan totaal niet overeenkwamen met de bevindingen van Holwerda en Goossens, werd ervan uitgegaan dat het hier drie andere gebouwen betrof, die tot hetzelfde villacomplex behoord hadden. Ook werd de mogelijkheid opengehouden dat de opgraving in 1906 op een andere locatie plaats had gevonden en dat men in 2004 per toeval een nieuw villacomplex had aangesneden.

## Beschrijving
De voorlopige plattegrond van het villacomplex laat een vijftal gebouwen zien. Van de door Holwerda opgegraven gebouwen, mat het grootste 16,75 x 11,25 meter en het kleinere ongeveer 10 x 7 m. Het grotere gebouw was in de lengte verdeeld in een grote ruimte aan de voorkant en een smalle gang aan de achterkant. In een hoek van de grote kamer was een 2,5 m brede ruimte uitgespaard. Dit gebouw had een omheind erf aan de voorkant. Van de drie in 2004 opgegraven gebouwen, konden van twee globaal de afmetingen worden bepaald: het eerste was minstens 5,5 x 5,5 groot, het tweede minstens 6 x 7,5. De plattegronden van deze gebouwen pasten niet bij die uit 1906. Hun geringere afmetingen doen vermoeden dat dit bijgebouwen waren.